# 歴史公園
歴史公園（れきしこうえん）とは、文化遺産・史跡の保護維持と歴史継承を目的として設置される公園。また、公園として設置されたものでなく、古墳や古民家などの文化遺産の公開されている敷地を「歴史公園」と呼ぶ場合もある。

## 日本
都市計画法上の都市施設である公園としては、同法施行規則に定める特殊公園の一類型として「歴史公園にあっては、遺跡、庭園、建築物等の文化的遺産の存する土地若しくはその復元、展示等に適した土地又は歴史的意義を有する土地を選択して配置する。」と定義されている。
都市公園法上の都市公園としては、同法施行令中の「国が設置するその他の都市公園」の区分で、「歴史的意義を有する土地を含む土地の区域」に「歴史的意義を有する土地が有効に利用されるように配慮」したものがこれに該当する。
しかし、都市計画法施行規則上の総合公園であっても、史跡や国宝・重要文化財である城郭建造物をシンボルとしている例も数多い。
歴史公園の名を冠したものでは、国営飛鳥歴史公園・国営吉野ヶ里歴史公園・国営平城宮跡歴史公園などがある。直接に名を冠さない歴史公園は、名を冠したものよりはるかに数多い（風土記の丘など）。

### 公園整備と文化財保護との関係
原則として、史跡または名勝の復元的整備や環境整備等、史跡等の現状を変更する場合にあたっては、文化財保護法の規定により、文化庁長官の史跡等の現状変更の許可を要する。史跡または名勝である土地が都市公園である場合も同様である。
史跡または名勝に指定されている土地を地方公共団体が緊急に公有化する事業に対して、文化庁の国庫補助事業がある。史跡または名勝の規模、時代、内容に応じ、建物、遺構等の復元的整備を行うことによって地方の歴史・文化を概観できるような事業、史跡等の構成物である石垣・建物の保存修理、植栽・園路等の環境整備に対しても国庫補助事業がある。これら公有地化される土地、現に史跡等である土地で建物等を復元する土地、石垣等を修復する土地は、都市公園であることが多い。なお、国土交通省でも、国指定の文化財、史跡、名勝等歴史的・文化的資源を活用する観光振興の拠点となる都市公園整備に対して、国庫補助事業がある。

## 日本以外
- イギリスは産業革命発祥の地として数多くの産業遺産が周辺環境とともに保全されていることに特徴がある。その中には動態保存された蒸気機関車を走らせる保存鉄道も含まれる。ニュー・ラナークやダーウェント峡谷の工場群などは世界遺産(文化遺産)にも登録されている。また、広大な敷地を持つカントリー・ハウスを含む多くの歴史遺産が民間団体であるナショナル・トラストにより保全されていることも特徴として上げられる。
- 建国以来の歴史が浅いアメリカ合衆国であるが、特徴的なものとしてはインディアン戦争や南北戦争の古戦場と関係する墓地が国立墓地として国立公園局が管理する国立軍事公園とともにいくつか保全されている。（例：ゲティスバーグ軍事公園やカスター国立墓地）